# Ernest Lelièvre
Ernest Lelièvre, né le 13 avril 1826 à Valenciennes et mort le 13 juillet 1889, est un prêtre catholique. Il fut le prêtre auxiliaire des Petites sœurs des pauvres de 1855 à 1889, et a fondé plusieurs de leurs établissements.

## Biographie
C'est dans l'un des plus beaux hôtels de Valenciennes que naît, le 13 avril 1826, le premier enfant de M. Lelièvre et de son épouse, Adèle Bernard-Beaussier. Vraie dynastie industrielle, les Bernard remplissent à l'époque le Nord de leur nom et de leurs œuvres. En 1837, sa mère décède et son père épousera en secondes noces Élisabeth Bernard, la sœur d'Adèle. À la fin de ses études classiques, Ernest Lelièvre fait deux séjours successifs chez les jésuites de Saint-Acheul : il se pense appelé à entrer dans la Compagnie de Jésus... Il n'a que 17 ans. Son père lui demande de terminer d'abord ses études secondaires. Il est reçu bachelier en 1844, avec la mention très bien. Depuis peu, il est membre actif de la Société de Saint-Vincent-de-Paul. 
L'année suivante, Ernest Lelièvre est à Paris où son père a jugé sage qu'il prépare son droit avant de songer à la Compagnie de Jésus. Après sa licence, il y passe son doctorat. Sa situation d'étudiant fortuné lui permet une vie facile. Bientôt l'appel ressenti à Saint-Acheul se fait lointain, sa foi s'étiole.
Docteur en droit le 3 décembre 1851, il part pour Rome à la mi-janvier 1852, disant adieu à un avenir brillant pour se préparer au sacerdoce. Il entre à l'Académie ecclésiastique des Nobles, placée sous la dépendance directe du Pape. Il reçoit le diaconat à Rome en 1854 et l'ordination sacerdotale le 2 juin 1855 dans son diocèse d'origine, selon le désir de l'archevêque de Cambrai
L'abbé Lelièvre meurt à l'âge de soixante-trois ans, après trente-quatre ans de sacerdoce et de ministère dans l'Institut des petites sœurs des pauvres. 
Mgr Louis Baunard a écrit dans son livre Ernest Lelièvre et les fondations des Petites Sœurs des Pauvres d'après sa correspondance 1826-1889 qu'au 13 juillet 1889 : « Il n'a pas fait de livres, il n'a pas disserté sur la question sociale, mais trois mille lettres de lui, m'ont révélé une âme et une existence si absolument données aux pauvres, à la vieillesse des pauvres que je me demande s'ils eurent jamais plus grand ami que lui ? »

## Œuvres
L'abbé Lelièvre n'était pas seulement le fondateur et le missionnaire, mais il était aussi le visiteur spirituel, le prédicateur, l’apôtre des Petites Sœurs et des vieillards. Ses œuvres le louent par elles-mêmes. Qu'on en juge : la famille hospitalière comptait une trentaine de maisons quand il s'y associa; elle comptait deux cent soixante-trois établissements lorsqu'il mourut. Il avait été l'un des principaux instruments de cette merveille.